# João de Gouveia
João de Gouveia (Funchal, Madeira, Portugal, 19 de diciembre de 1964) es un asesino relámpago portugués con nacionalidad Venezolano responsable por el asesinato de varios manifestantes opositores al gobierno de Hugo Chávez que se encontraban reunidos en la Plaza Francia de Altamira, al este de la ciudad de Caracas, el 6 de diciembre de 2002 durante el Paro Petrolero, terminando la vida de 3 y además hiriendo más de 20 otras personas.
Gouveia, un sujeto con fuertes indicios de desequilibrio mental y completamente desconocido para la opinión pública hasta entonces, jamás aclaró los motivos que lo llevaron a ejecutar tal crimen. Naturalmente, este incidente le llevó a ser muy mencionado y habida cuenta del estado de agitación política en que se encontraba Venezuela en ese momento, el suceso trajo una radicalización y cruce de acusaciones entre el gobierno venezolano y la oposición, pues esta última alegaba que Gouveia era un sicario contratado por Freddy Bernal, entonces alcalde del Municipio Libertador de Caracas y políticamente vinculado al fallecido presidente Chávez. Por el contrario, seguidores del presidente, así como él mismo, han reiterado que Gouveia fue contratado por dirigentes de la oposición a Chávez para así crear una matriz de opinión desfavorable a éste y propiciar su derrocamiento. Luego de la masacre, Gouveia fue declarado culpable por el tribunal encargado de juzgarlo, por el delito de homicidio y actualmente cumple la pena máxima vigente en Venezuela, condenado a prisión por veintinueve (29) años y once (11) meses de presidio y a las accesorias legales correspondientes, por la comisión de los delitos de 1) homicidio calificado, por motivos innobles, premeditación y alevosía 2) homicidio calificado, por motivos innobles, premeditación y alevosía, en grado de frustración.[cita requerida]

## Realidad trastocada en Plaza Altamira
Caracas, 6 de diciembre de 2002. De origen portugués, de San Roque en Funchal, Joao de Gouveia llegó al país en 1981, pero no fue sino hasta 1996 cuando adquiere la nacionalidad venezolana. A partir de esa fecha pasó a ser un ciudadano caraqueño más. El trilingüe vivió en varias urbanizaciones de la capital y con el paso del tiempo comenzó a trabajar como mesonero y taxista para sobrevivir en un auto que se lo había dado el gobierno. En la mañana de día 6 se dirigió a Parque Central (Caracas) donde compró una caja de municiones y de ahí fue a una peluquería. Globovision revela un video días antes muy próximo a Freddy Bernal. Nelson Chacón y Gladys de Chacón testigos declararon que Gouveia vivía hace meses en una pensión propiedad de ellos en Sábana Grande, en Caracas.
El 14 de septiembre de 2001 Gouveia logra que se le otorgue el porte de armas con el cual avalaría el uso de la pistola que supuestamente había adquirido para defensa propia, una Glock calibre .40 de fabricación austriaca, registrada bajo el número EEK499. Esta misma sería la pistola que, un año más tarde, funcionaría como el instrumento que cegaría la vida de tres inocentes en la plaza Francia de Altamira, durante el paro petrolero que se realizaba en contra del gobierno del presidente Chávez.
De ser un ciudadano desconocido a ser un criminal nombrado, la trágica historia de Joao de Gouveia y sus víctimas se hizo pública cuando regresa al país y luego de una treintena de disparos, se encontraba sometido contra el piso de la Plaza Francia, en sus manos tenía un croquis del lugar con el rostro de varios de los trece castrenses que allí pernoctaban y una pistola todavía humeante.[cita requerida]

### Victimas
Más de 20 personas fueron heridas, y tres murieron:
- Keyla Guerra, 17
- Jaime Giraud, 53
- Josefina de Inciarte, 76

## Encarcelamiento
Luego de su captura portaba el pasaporte venezolano, muchas fueron las hipótesis que se generaron entorno al evento producido en el municipio Chacao. Oficialistas y opositores se inculpaban abiertamente en los medios de comunicación. Hasta el mismo Presidente de la República cuestionó al canal Globovisión por mostrar un video donde supuestamente Joao de Gouveia se encontraba el 5 de diciembre de 2002 junto al entonces alcalde, Freddy Bernal en las cercanías de PDVSA La Campiña. Algo es seguro, la muerte de estas personas conmovió al país y el generó un rechazo colectivo sin colores partidistas.[cita requerida]
La fiscal de su caso, Theresly Malavé ordenó en aquel entonces una experticia antropométrica para determinar si él era la persona del video. El resultado fue negativo y la tesis de que Gouveia estaba relacionado directamente con Bernal se derrumbaba.[cita requerida]
Un equipo psiquiátrico, psicológico y neurológico determinó que el portugués sufría de psicosis, un estado mental descrito como pérdida de contacto con la realidad. Tiempo después por orden del Fiscal General, Isaías Rodríguez, se sustituyó a la fiscal y se designaron a Sonia Busnego y Tursi Simancas. Joao recibió una condena de 29 años y 11 meses.

## Incongruencia de interrogatorio
Meses después del trágico acontecimiento del que Joao fue responsable, la periodista Sebastiana Barráez se dio a la tarea de buscar acceso a él para entrevistarlo. Durante el proceso se dio cuenta de que llegar hasta el personaje era una tarea titánica gracias a las barreras burocráticas que se habían establecido para aislarlo. Sin embargo la comunicadora logró su cometido.
El perfil de Gouveia siempre resultó enigmático. Él era un ser solitario, sin acercamientos a personas conocidas en la vida pública. Cada vez que hablaba de lo ocurrido en Altamira, el portugués no mostraba señal de tener algún tipo de arrepentimiento por lo que hizo. Además, en cada conversación, por momentos distorsionaba lo que decía con respuestas incoherentes, acompañadas por una manera de hablar sobre sí mismo en tercera persona. Gestual y verbalmente se expresaba como si estuviese contando la historia de alguien más.
Al tocar el tema de las personas que hirió y asesinó, siempre admitía lo sucedido, pero no de forma explícita, excusándose bajo una supuesta tortura psicológica, aunque no especificaba quien se la propiciaba. Sin embargo, él siempre mantuvo plena conciencia de que estaba en una cárcel y tomaba medidas de seguridad, como hablar bajo y no dejar su comida o bebida en manos de nadie.

## Lo inexplicable de su presidio
Durante su estadía en el Centro penal de Tocuyito su comportamiento no era el de un típico reo vinculado con asesinatos. Joao siempre solía intentar comunicarse con alguien en Portugal, quien no le prestaba la menor atención. Pero algo extraño en su reclusión era que, a pesar de estar aparentemente solo y sin familia en el país, constantemente recibía paquetes con artículos de uso y aseo personal, siempre se presentaba pulcro. Hasta la fecha se desconoce quién le proporcionaba estos beneficios dentro del centro penitenciario. Poseía también objetos de valor, entre ellos un reproductor de música iPod que se dice el mismo compró en una tienda con una tarjeta de crédito y que fue retirado por un mensajero que días después se lo llevaría hasta su celda.
Otro dato curioso sobre Gouveia es que nunca hablaba de política y cuando se tocaban estos temas cerca de él simplemente se levantaba y se iba del lugar donde estuviera. Su estadía carcelaria siempre ha transcurrido entre estudiar matemáticas en la biblioteca del recinto, ir a la cancha de deportes y establecer tertulias con personas de cierto nivel intelectual. Su contacto social con otros presos era totalmente nulo.[cita requerida]
Uno de sus mayores temores era que, según él, Larry Tovar Acuña, quien compartía la estadía en el recinto penitenciario, lo quería matar; cosa contradictoria pues Tovar fue una de las personas con las que más dialogaba en Tocuyito. Hasta cierto punto, los comportamientos obsesivos alimentados por un delirio de persecución y muerte, son típicos síntomas de la psicosis que ya tiempo antes le había sido diagnosticada.[cita requerida]
Cuando sus compañeros le solían hablar del tema de la grabación siempre se ponía como la víctima, argumentando algo que sólo en su mente podría ocurrir, como ser acosado sexualmente por periodistas de Globovisión. Nombres como el de Carla Angola se coló entre sus delirios de persecución por parte de la planta televisiva, casos que supuestamente habría denunciado en fiscalía sin que se le prestara la menor atención al respecto. También aseguraba haber estado involucrado con Madonna y Shakira.
Al hablarle del crimen, la rabia y tormento es lo que según Joao fue el detonante para disparar aquel día. Sin el menor remordimiento hablaba de la muerte y reconocía abiertamente haber asesinado a las personas de Altamira. El pretexto fundamental para tanta tranquilidad se resume en dos palabras: confusión y olvido
Su apariencia tranquila se vio afectada cuando un día se topó en los pasillos del recinto con un acusado de violaciones. Los demás presos observaban como Joao deseaba golpear al sujeto por los abominables hechos que había cometido. Una contradictoria conducta para una persona que paga condena por haber asesinado a 3 personas inocentes y dejar a varias con discapacidades. Posteriormente a estos episodios y luego de quejarse de maltratos, Gouveia fue trasladado a la Cárcel de Coro. Está agendado para ser liberado en 2032.